# 施蒂貝爾·佐爾坦
施蒂貝爾·佐爾坦（匈牙利語：Stieber Zoltán；1988年10月16日—）是一位匈牙利裔德國足球運動員。在場上的位置是左邊鋒。他現在效力於匈牙利足球甲级联赛球隊新佩斯。他也代表匈牙利國家足球隊參加賽事。

## 外部連結
- Zoltán Stieber （页面存档备份，存于） profile at magyarfutball.hu
- 足球数据库：施蒂貝爾·佐爾坦的球员统计数据
- fussballdaten.de：Zoltán Stieber之統計數據 （德文）